# Arne Birkenstock
Arne Birkenstock ( Huettental, Alemania, 7 de diciembre de 1967 ) es un escritor, director y guionista de cine alemán.

## Actividad profesional
Se crio en Colonia e hizo estudios de economía , ciencias políticas , historia de América Latina y lenguas latinas en esa ciudad así como en las de Buenos Aires y Córdoba en Argentina. Escribió para editoriales alemanas e instituciones gubernamentales varios estudios y libros sobre música latinoamericana y sobre política de artes y medios. Ha escrito, dirigido y producido varios largometrajes documentales. En 2011 y 2014 fue galardonado con el Premio de la Academia Alemana de Cine LOLA. Su documental Beltracchi - el arte de la falsificación tuvo su estreno en los cines de Estados Unidos el 19 de agosto de 2015 en el Film Forum, la ciudad de Nueva York y los teatros de Laemmle , Los Ángeles , distribuido por Kimstim.
Birkenstock es miembro del consejo adjunto en la Deutsche Filmakademie y también de la Academia de Cine Europeo y de la German Documentary Association (AG DOK). 
Debutó en el largometraje en 2005 con 12 tangos - Pasaje de regreso a Buenos Aires un documental sobre varios bailarines que emigran de Buenos Aires, en el cual se muestra a la All Star Tango Orchestra con algunos de los músicos argentinos más famosos como Juan José "Pepe" Libertella, Lidia Borda y otros. El filme de 86 minutos se exhibió en teatros alemanes y se emitió en el canal cultural europeo de televisión ARTE y en  canales de televisión de otros países. En 2010 dirigió Chandani: The Daughter of the Elephant Whisperer un documental de 90 minutos sobre una joven que quiere convertirse en un mahout en Sri Lanka.  En 2012 dirigió Sound of Heimat - Deutschland singt, un documental de 90 minutos  sobre música folclórica de Alemania. Dos años después estrenó Beltracchi - Die Kunst der Fälschung, documental de 90 minutos sobre Wolfgang Beltracchi y el mayor escándalo de falsificación de arte en la Alemania de la posguerra. Se dio en los cines alemanes en marzo de 2014 y tuvo su estreno mundial en el Festival Internacional de Cine de Montreal. En 2013 produjo Los Juicios de Moscú, un documental y evento teatral que dirigió Milo Rau a raíz de la persecución política contra miembros de Pussy Riot y otros personajes disidentes de la escena cultural de Rusia, con artistas, políticos, abogados y jueces. En 2018 coprodujo La noche de las noches, un documental de Yasemin Şamdereli y Nesrin Şamdereli sobre cuatro parejas en Alemania, Turquía, Argentina y Estados Unidos que han estado casadas durante 60 o más años y tuvieron una "verdadera" noche de bodas.

## Filmografía
Productor
- Mamacita (Documental) (producer) (2018)
- Die Nacht der Nächte (Documental) (2018)
- Exodus Where I Come from Is Disappearing (Documental) (2017)
- Das Kongo Tribunal (Documental) (2017)
- Die Moskauer Prozesse (Documental) (2014)
- Beltracchi - Die Kunst der Fälschung (Documental) (2014)
- Chandani: The Daughter of the Elephant Whisperer (Documental) (2010)
- 12 tangos - Pasaje de regreso a Buenos Aires (Documental) (2005)

Director

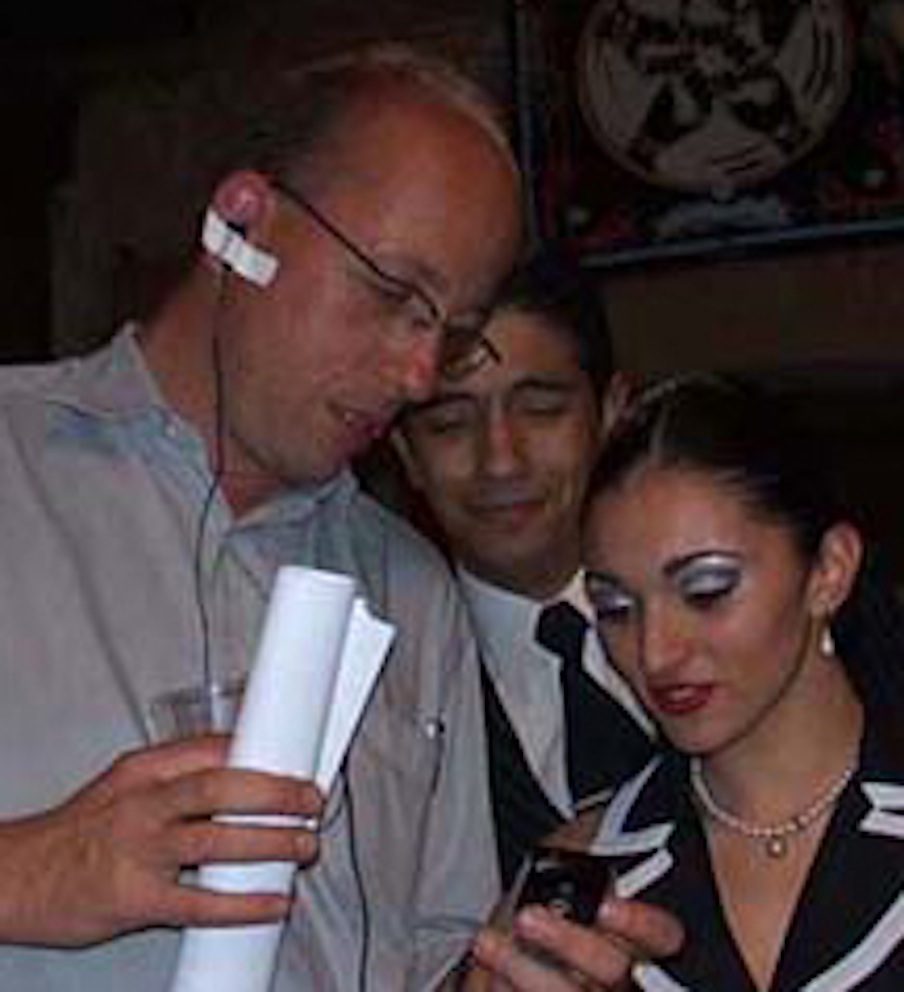
Arne Birkenstock

- Schlagerland (2017) (Documental televisivo)
- Beltracchi - Die Kunst der Fälschung (Documental) (2014)
- Sound of Heimat - Deutschland singt (2012)  (Documental)
- Chandani: The Daughter of the Elephant Whisperer (Documental) (2010)
- Sandkastenkrieger - Wie Unteroffiziere zu Erziehern ausgebildet werden (2008) (Documental televisivo)
- 12 tangos - Pasaje de regreso a Buenos Aires (Documental) (2005)
- Menschen hautnah (2000) (documental televisivo) (1 episodio) 
  - Stimmungskanonen - Drei Alleinunterhalter unterwegs

Guionista
- Schlagerland (2017) (Documental televisivo)
- Beltracchi - Die Kunst der Fälschung (Documental) (2014)
- Sound of Heimat - Deutschland singt (2012)  (Documental)
- Chandani: The Daughter of the Elephant Whisperer (Documental) (2010)
- Sandkastenkrieger - Wie Unteroffiziere zu Erziehern ausgebildet werden (2008) (Documental televisivo)
- 12 tangos - Pasaje de regreso a Buenos Aires (Documental) (2005)
- Menschen hautnah (2000) (documental televisivo) (1 episodio) 
  - Stimmungskanonen - Drei Alleinunterhalter unterwegs

Interpretación musical con acordeón
- Die Nacht der Nächte (2018) (Documental)
- Beltracchi - Die Kunst der Fälschung (Documental) (2014)

## Premios
El documental teatral Chandani - La hija del elefante de los elefantes recibió el Premio de la Película Alemana en el rubro Mejor Película Infantil y en el Festival Internacional de Cine Infantil de Chicago fue galardonado como mejor documental.
Beltracchi - El arte de la falsificación recibió en 2014 el Premio del Cine Alemásn "Lola" como "Mejor documental".
En el Festival de Cine de Berlín obtuvo el premio del cine alemán por Sound of Heimat (2012).